# Estadio Eskişehir Atatürk
El Estadio Eskişehir Atatürk (en turco: Eskişehir Atatürk Stadyumu) fue un estadio de fútbol ubicado en la ciudad de Eskişehir, Turquía. El estadio poseía una capacidad de 14 800 personas y fue utilizado por el club de Eskişehirspor que disputa la Superliga de Turquía.
El estadio inaugurado en 1962 fue reacondicionado en 2008 para dotarlo de iluminación artificial y la instalación de butacas individuales en la totalidad de su aforo, lo que se tradujo en la disminución de la capacidad de espectadores.
El estadio Eskişehir Atatürk, que cayó en desuso con la entrada en servicio del Nuevo Estadio de Eskişehir, fue demolido en 2018 y reemplazado por un Jardín Nacional.